# Grisselbådan, Vörå
Grisselbådan är en ö i Finland. Den ligger i Norra kvarken och i kommunen Vörå i den ekonomiska regionen  Vasa i landskapet Österbotten, i den västra delen av landet. Ön ligger omkring 39 kilometer norr om Vasa och omkring 400 kilometer norr om Helsingfors.
Öns area är 2,2 hektar och dess största längd är 340 meter i sydöst-nordvästlig riktning.